# Pierre Vincent Joret
Pour les articles homonymes, voir Joret.
Pierre Vincent Joret est un homme politique français né le 18 juillet 1798 et mort le 12 janvier 1858 à Auch (Gers).

## Biographie
Propriétaire terrien, conseiller général, il est député du Gers de 1849 à 1851, siégeant à gauche.

## Sources
- « Pierre Vincent Joret », dans Adolphe Robert et Gaston Cougny, Dictionnaire des parlementaires français, Edgar Bourloton, 1889-1891 [détail de l’édition]